# Caragana polyacantha
Caragana polyacantha là một loài thực vật có hoa trong họ Đậu. Loài này được Royle miêu tả khoa học đầu tiên.